# 草苗语
草苗语（内名：Miuulnyangh）是一种由自称“草苗”的苗族支系使用的侗语方言。据石林（2012），方言包括六十苗、四十苗和二十苗（也称花苗）。花苗人不认为自己属于草苗，但他们的语言实际上很接近六十苗和四十苗。

## 分支
草苗内部可分为数个语言族群（Shi 2015:7）。
- 内部苗（或内岗苗 / 内堺苗） （Gangkgaox）：2个分支
  - 六十苗（Miuulliogcxebc[5]）
  - 四十苗（Miuulsivxebc[5]）也称刁族 （Diaot）[6]
- 中部苗（或中岗苗 / 中堺苗） （Gangkdav）也称二十苗 （Miuulnyihxebc[5]）或花苗 （Miuulgeenv[5]）。
- 外部苗（或外岗苗 / 外堺苗） （Gangkbags）也称老苗或黑苗。

其他生活在草苗人附近的语言族群还有汉族、侗族、瑶族、酸汤人、三橇人、通道平话使用者、客家人、船民（桂北粤语）、那溪人、六甲人和六色人。

## 人口
共有58,900草苗人（Shi 2015:9）。下列人口数据来自石林（2015:9）。
按族群：
- 六十苗：49,300人（在126个村[11]）
- 二十苗（花苗）: 5,930人
- 四十苗（也称刁族）：3,620人（在黎平县和通道县的18个村[12]）

按县：
- 贵州黎平县：19,000人（有六十苗、四十苗和二十苗）
- 广西三江侗族自治县：31,600人（只有六十苗）
- 湖南通道侗族自治县：6,800人（没有四十苗）
- 贵州从江县：1,020人（只有四十苗）
- 湖南靖州县：500余人（包含二十苗和其他苗族）

## 分布
下列是草苗语各方言及其通行地域，数据据石林（2012）。
- 六十苗：黎平县起凡、通道县大高坪、三江县高宇
- 四十苗：通道县堂华
- 二十苗：通道县肯溪
- 南侗：通道县陇城、三江县程阳
- 北侗：锦屏县秀洞、天柱县三门塘

草苗人生活在下列乡镇。
- 广西三江侗族自治县
  - 同乐乡
  - 八江乡
  - 良口乡
  - 洋溪乡
  - 独峒乡
  - 林溪乡
- 贵州黎平县
  - 水口镇
  - 肇兴乡
  - 洪洲镇
  - 龙额乡
  - 德顺乡
  - 顺化乡
  - 地坪乡
  - 雷洞乡
- 湖南通道侗族自治县
  - 大高坪
  - 牙屯堡
  - 独坡乡

四十苗在下列乡镇使用：
- 黎平县：水口镇（包括起凡村）、肇兴乡、永从乡
- 榕江县：洛香镇

花苗生活在从江县洛香镇、通道县锅冲乡和黎平县德顺乡大高坪村。在黎平县，他们被称为“花衣苗”（黎平县年鉴 1989:153）。据石林（2012），花苗（二十苗）在下面这些乡使用：
- 黎平县: 德顺乡
- 通道侗族自治县：锅冲乡（包括肯溪村）、大高坪乡、播阳乡、县溪镇
- 靖州苗族侗族自治县：新厂镇

其他草苗村包括：
- 贵州黎平县
  - 雷洞乡塘婢村
  - 洪州镇九厥村
  - 地坪乡归公村
  - 地坪乡归白村
  - 水口镇平松
  - 水口镇八善
  - 顺化乡高泽村
- 广西三江侗族自治县
  - 八江乡汾水
  - 独峒乡高亚
- 广西融水苗族自治县[15]
  - 四荣乡荣塘村

## 书目
- 石林. 2015. 湘黔桂边区的三个族群方言岛. Beijing: 中国社会科学出版社. ISBN 9787516164945